# Unión Cívica (Argentina)

Bandera utilizada en 1890 durante la Revolución del Parque.

La Unión Cívica fue un partido político argentino de breve existencia a fines del siglo XIX, que inspiró la creación de los partidos modernos en Argentina. Creado en 1890, su división en 1891 dio origen a la Unión Cívica Radical y a la Unión Cívica Nacional.

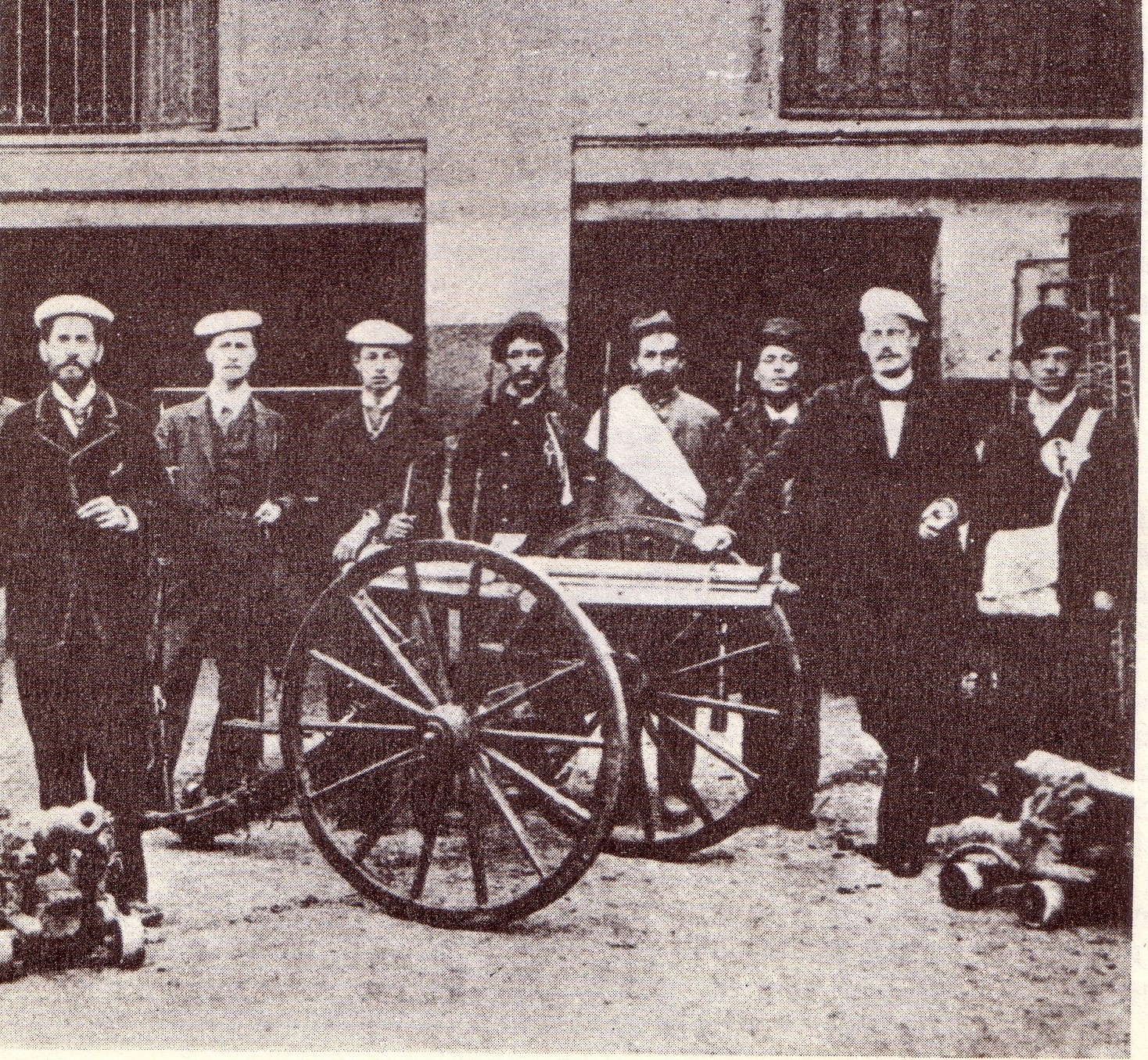
Revolución del 90. Cívicos con boina blanca.

## Origen
En la Introducción del libro editado en 1890 Unión Cívica, su origen, organización y tendencias, el Francisco Ramos Mejía afirmaba:

¿Cuándo Nació? Difícil, si no imposible, sería decirlo, porque primero fue como una vaga aspiración, y creció luego como un sentimiento de repugnancia, y mientras Tomás Santa Coloma preparaba el terreno con sus solemnizaciones patrióticas del Club de Gimnasia y Esgrima, y Barroetaveña daba la voz de alarma con sus valientes artículos, el banquete de los incondicionales condensaba las voluntades y producía el estallido. ¡Unión Cívica!

En 1889 Argentina está convulsionada: una grave crisis económica se ha prolongado por dos años, causando una brusca caída de los salarios, desocupación y un reguero de huelgas nunca antes visto. La presidencia del general Julio Argentino Roca (1880-1886) fue sucedida por la de su cuñado, Miguel Juárez Celman, cuyo gobierno se caracterizó por las denuncias de corrupción y autoritarismo; sus opositores llamaban a esa gestión como el Unicato.

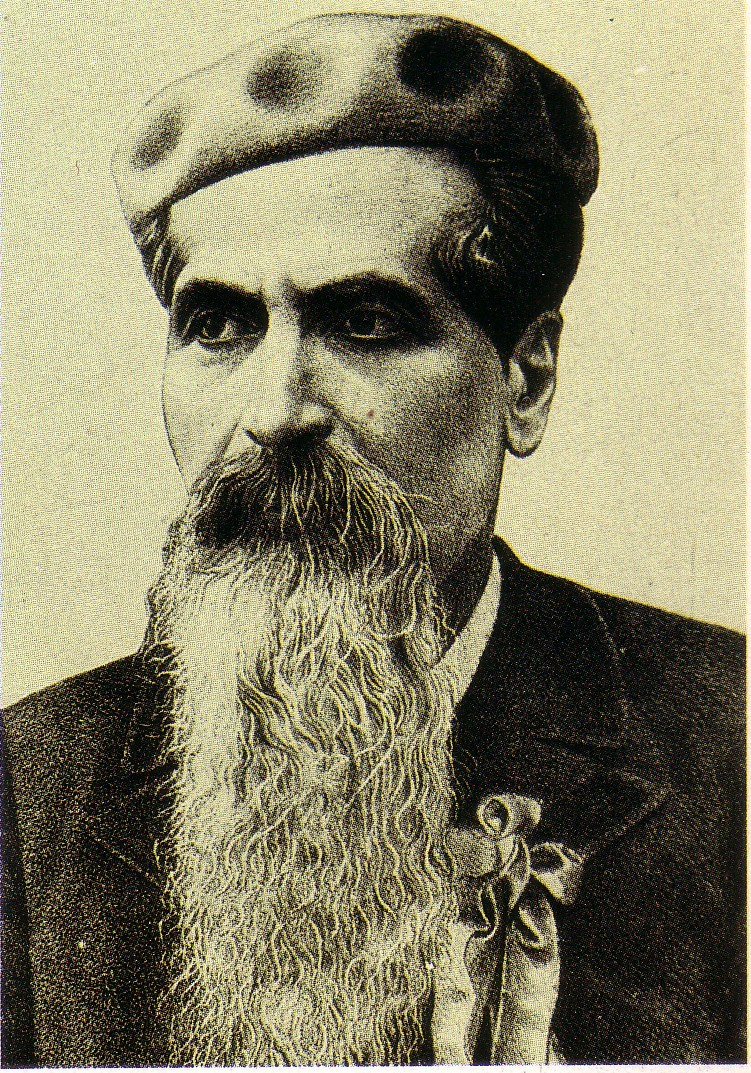
Leandro Alem.

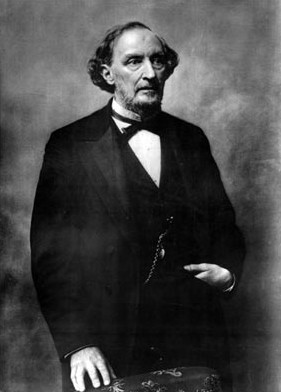
Bartolomé Mitre.

El 1 de septiembre de 1889 un grupo de jóvenes convoca a una gran reunión en el Jardín Florida de la ciudad de Buenos Aires, y se constituye como Unión Cívica de la Juventud, con el fin de aglutinar al amplio espectro de opositores al régimen de Miguel Juárez Celman, sostenido por el oficialista Partido Autonomista Nacional. El partido fue presidido por quien aparecía como líder natural de aquellos jóvenes, Francisco A. Barroetaveña, acompañado por otros jóvenes dirigentes como Emilio Gouchón, Juan B. Justo, Martín Torino, Marcelo T. de Alvear, Tomás Le Breton, Manuel Augusto Montes de Oca, entre muchos otros. La Unión Cívica de la Juventud estableció una relación honoraria con los líderes influyentes de la oposición, especialmente Leandro Alem, Aristóbulo del Valle, Bartolomé Mitre, Pedro Goyena, Vicente Fidel López, Bernardo de Irigoyen, entre otros. La Unión Cívica de la Juventud sancionó un programa que recordaba el del Partido Republicano fundado por Alem y del Valle en 1877, y se organizó en clubes cívicos parroquiales.
Poco después, el 13 de abril de 1890, el partido juvenil se consolida en un gran acto en el Frontón Buenos Aires, donde se constituye un nuevo partido que será denominado Unión Cívica. Como presidente fue elegido Leandro N. Alem e incluyó a líderes de distintas tendencias, como el influyente expresidente y general Bartolomé Mitre, el expresidente de la Corte Suprema José Benjamín Gorostiaga, los líderes de la corriente católica José Manuel Estrada y Pedro Goyena, Aristóbulo del Valle, Bernardo de Irigoyen, Juan B. Justo (futuro fundador del Partido Socialista), Lisandro de la Torre (futuro fundador del Partido Demócrata Progresista) y Francisco A. Barroetaveña, entre otros.
Ese mismo año de 1890, simpatizantes de la Unión Cívica, dirigidos por Leandro Alem y Bartolomé Mitre protagonizan el 26 de julio la llamada Revolución del Parque o Revolución del 90, un levantamiento armado que provoca la caída del presidente Juárez Celman y su reemplazo por el vicepresidente Carlos Pellegrini.
La Unión Cívica se organizó en todo el país y consagró una fórmula para las elecciones presidenciales de 1892 conformada por Bartolomé Mitre y Bernardo de Irigoyen. Sin embargo, Julio Argentino Roca, líder indiscutido del oficialista Partido Autonomista Nacional (PAN), acuerda con Mitre una fórmula de unidad nacional entre ambos partidos, encabezada por el propio Mitre. Al conocer el acuerdo el 16 de abril, Leandro Alem se opone al mismo en forma tajante, lo que desencadena la ruptura de la Unión Cívica y posteriormente el retiro de la candidatura de Mitre.
El 26 de junio de 1891 los seguidores de Alem constituyen formalmente la Unión Cívica Radical. Por su parte, los seguidores de Mitre formaron la Unión Cívica Nacional. Estos, desde entonces fueron conocidos con el nombre de "los cívicos", mientras que aquellos lo fueron con el nombre de "los radicales".
De entre sus miembros, Juan B. Justo, será el fundador del Partido Socialista en 1896, y Lisandro de la Torre, luego de adherir a la Unión Cívica Radical, fundará el Partido Demócrata Progresista (Liga del Sur), en 1908.

## Autoridades
- Comisión Directiva: Francisco A. Barroetaveña (presidente), Tomás Santa Coloma, Emilio Gouchón, Carlos E. Zuberbühler, Rufino de Elizalde, José A. Frías, Modesto Sánchez Viamonte, Carlos F. Videla, Daniel S. Tedin, Enrique S. Pérez, Ismael I. Piñero, Jorge Aynard, Ángel Gallardo, Félix, Egusquiza, Antonio Ibarguren, Alberto V. López, Tomás A. Le Bretón, Luis B. Molina, Nicanor G. De Nevares, Carlos A. Estrada, José S. Arévalo, José M. Estrada (h), Carlos M. del Castillo, Felipe G. Senillosa, Cleto Santa Coloma, Julio Moreno, Marcelo T. De Alvear, Demetrio Sagastume, Diego T. R. Dávison, Remigio Lupo, Adolfo Mugica, Juan M. de la Serna, Santiago G. O´Farrell, Enrique Navarro Viola, Damián T. Torino, Guillermo Udaondo, Rodolfo Solveira, Alberto J. Gache, Juan B. Justo, Leonardo Pereira Iraola, Martín M. Torino, Miguel Beccar Varela, Pedro Varangot, Julián Solveira, Pedro Gorostiaga, Abel Ayerza, Marcial R. Candiotti, Miguel S. Ocampo, Luis R. Quesada, Enrique Figueroa, Eduardo Coronado, Alberto de Gainza, José Drago, Federico Ibarguren (h).

- Presidentes Titulares de los Clubes Parroquiales: Mariano Demaría, Francisco Ramos Mejía, Enrique S. Quintana, Jorge Morris, M.A. Montes de Oca, Fermín Rodríguez, Juan A. Areco, Rufino Pastor, Carlos Aldao, Antonio Lanusse, Miguel A Páez, José M. Zapiola, Luis C. García, Carlos Beascochea, Adolfo J. Pueyrredón.

- Presidentes Honorarios de los Clubes Parroquiales: Bartolomé Mitre, Bernardo de Irigoyen, José G. Gorostiaga, Vicente Fidel López, Leandro N. Alem, José Manuel Estrada, Aristóbulo Del Valle, Pedro Goyena, Miguel Navarro Viola, Juan Mariano Varela, Miguel Esteves Seguí, Juan Andrés Gelly y Obes, Luis Sáenz Peña, Luis Lagos, Mariano Billinghurst, Mariano Marín, Justo M. Piñero, Manuel Gorostiaga, Antonio E. Malaver, Luis Andrade.